# 崞阳文庙
崞阳文庙是旧时山西崞县（今原平市崞阳镇）的县学文庙。现为全国重点文物保护单位。
文庙始建于元大德年间，原占地近2万平方米。百年来屡收战争和动乱破坏，又被崞阳粮管所占用多年，建筑残破不堪，但棂星门、戟门、大成殿等主建筑尚存。2006年，当地政府开始迁出占用单位，并筹资进行维修，修复工程现已完成。
2019年10月7日公布为第八批全国重点文物保护单位。